# امنیت زیست‌محیطی
امنیت زیست‌محیطی، امنیت زیست‌محیطی به بررسی تهدیدهایی می‌پردازد که رویدادها و روندهای زیست‌محیطی ممکن است برای افراد، جوامع یا کشورها ایجاد کنند. این مفهوم می‌تواند بر تأثیرات منازعات انسانی و روابط بین‌الملل بر محیط زیست تمرکز کند، یا به بررسی چگونگی عبور مشکلات زیست‌محیطی از مرزهای دولت‌ها بپردازد. به عبارت دیگر، امنیت زیست‌محیطی نگاهی فراگیر به روابط بین‌الملل میان محیط زیست و امنیت انسانی و ملی دارد و به دنبال یافتن راه‌حل‌هایی برای کاهش ریسک‌ها و تنش‌های ناشی از آسیب‌های زیست‌محیطی است.

## عمومی
پروژه هزاره تعاریف امنیت زیست‌محیطی را ارزیابی کرد و یک تعریف ترکیبی ارائه داد:
امنیت زیست‌محیطی، زیست‌پذیری زیست‌محیطی برای پشتیبانی از حیات است و دارای سه زیرعنصر زیر است:
- جلوگیری یا ترمیم خسارات نظامی به محیط زیست،
- جلوگیری یا واکنش به مناقشات ناشی از محیط زیست، و
- حفاظت از محیط زیست به دلیل نظریه ارزش ذاتی آن.

امنیت زیست‌محیطی همچنین توانایی افراد، جوامع یا کشورها در مقابله با خطرات، تغییرات یا خطر زیست‌محیطی و منابع طبیعی محدود را مورد بررسی قرار می‌دهد. برای مثال، تغییر اقلیم را می‌توان به عنوان تهدیدی برای امنیت زیست‌محیطی در نظر گرفت (برای بررسی دقیق‌تر این موضوع به مقاله «امنیت اقلیمی» مراجعه کنید). فعالیت‌های انسانی منجر به افزایش انتشار گاز دی‌اکسید کربن می‌شود که تأثیر مستقیم بر تغییرات اقلیمی و محیطی منطقه‌ای و جهانی دارد و به تبع آن، بر میزان تولیدات کشاورزی تأثیر می‌گذارد. این تغییرات ممکن است باعث کمبود مواد غذایی شده و در نتیجه، منجر به بروز منازعات سیاسی، تنش‌های قومی و ناآرامی‌های داخلی شود.
امنیت زیست‌محیطی مفهومی مهم در سه حوزه است: روابط بین‌الملل و توسعه بین‌المللی و امنیت انسانی.
در چارچوب توسعه بین‌المللی، پروژه‌ها ممکن است با هدف بهبود جنبه‌هایی از امنیت زیست‌محیطی مانند امنیت غذایی یا آب، و همچنین جنبه‌های مرتبط مانند امنیت انرژی، که اکنون به عنوان اهداف توسعه پایدار در سطح سازمان ملل متحد شناخته می‌شوند، انجام شوند. اهداف آرمان توسعه هزاره هفتم در مورد پایداری زیست‌محیطی، اولویت‌های بین‌المللی برای امنیت زیست‌محیطی را نشان می‌دهد. هدف ۷ب در مورد امنیت شیلات است که بسیاری از مردم برای غذا به آن وابسته‌اند. شیلات نمونه‌ای از منابعی است که نمی‌توان آنها را در چارچوب مرزهای ایالتی گنجاند. مناقشه‌ای که در دیوان بین‌المللی دادگستری بین شیلی و پرو در مورد مرزهای دریایی و شیلات مرتبط با آنها مطرح شده است، یک مطالعه موردی برای امنیت زیست‌محیطی است.

## تاریخچه
مکتب کپنهاگ، «موضوع مرجع» امنیت زیست‌محیطی را محیط زیست یا بخشی راهبردی از آن تعریف می‌کند.
از نظر تاریخی، تعریف امنیت بین‌المللی در طول زمان متفاوت بوده است. پس از جنگ جهانی دوم، تعاریف معمولاً بر موضوع سیاست واقع‌گرایانه که در طول جنگ سرد بین ایالات متحده و اتحاد جماهیر شوروی توسعه یافته بود، متمرکز بودند.
با کاهش تنش‌ها بین ابرقدرت‌ها پس از فروپاشی اتحاد جماهیر شوروی، بحث‌های آکادمیک در مورد تعاریف امنیت به‌طور قابل توجهی گسترش یافت، به ویژه شامل تهدیدات زیست‌محیطی مرتبط با پیامدهای سیاسی استفاده از منابع یا آلودگی. در اواسط دهه ۱۹۸۰، این حوزه مطالعاتی به عنوان «امنیت زیست‌محیطی» شناخته می‌شد. با وجود طیف گسترده‌ای از بحث‌های معنایی و دانشگاهی بر سر اصطلاحات، اکنون به‌طور گسترده پذیرفته شده است که عوامل محیطی نقش مستقیم و غیرمستقیمی در اختلافات سیاسی و درگیری‌های خشونت‌آمیز ایفا می‌کنند.
در حوزه دانشگاهی، امنیت زیست‌محیطی به عنوان رابطه بین نگرانی‌های امنیتی مانند درگیری‌های مسلحانه و محیط طبیعی تعریف می‌شود. این حوزه، حوزه‌ای کوچک اما به سرعت در حال توسعه است و به ویژه برای کسانی که کمبود منابع و درگیری در کشورهای در حال توسعه را مطالعه می‌کنند، اهمیت پیدا کرده است. از محققان برجسته اولیه در این زمینه می‌توان به فلیکس دادز، نورمن مایرز، جسیکا تاچمن متیوز، مایکل رنر، ریچارد اولمن، آرتور وستینگ، مایکل کلر، توماس هومر دیکسون، جفری دابلکو، پیتر گلیک، ریتا فلوید و جوزف روم اشاره کرد.